# Вулиця Йомас
Вулиця Йо́мас (латис. Jomas — піщані хвилі) — центральна вулиця Юрмали. Одна з найстаріших вулиць міста, заснована наприкінці XIX століття. Йомас є пішохідною вулицею майже по всій протяжності, за винятком початку (від міської ради до розвилки поблизу станції Майорі). Вулиця Йомас починається біля будівлі Юрмальської міської ради (адреса Йомас 1/5), на іншому кінці вулицю замикає глобус Юрмали. У сквері на Йомас стоїть пам'ятник Райнісу і Аспазії. Щороку проходить свято вулиці Йомас — концерти, атракціони, конкурси, конкурс пісочних скульптур на одному з кінців вулиці та, звичайно, салюти. На Йомас, 35 є історична будівля — народний дім Юрмали, раніше — кінотеатр Юрмала.
Паралельно пролягає вулиця Юрас (латис. Jūras).